# 安徽咨议局
安徽咨议局是1909年至1912年间在安徽省设立的咨议局。

## 历史
1907年，清政府预备立宪，下令于各省设立咨议局。1909年10月，安徽省咨议局正式成立。1909年至1910年间，安徽咨议局曾召开过两次年会。辛亥革命爆发后，曾策动时任安徽巡抚朱家宝独立。后改为安徽省临时参事会。

## 议员
安徽咨议局议员共计83人：
- 议长：方履中
- 副议长：李国筠、窦以珏
- 议员：何锡祺、赵继桩、葛天民、姜冕、王宏祖、产绍泗、黄家驹、洪廷俊、江谦、赵文元、吴翔藻、周懋和、徐乃光、袁一清、杜树荣、陶琨、郑锡章、江翰、钱光德、舒学谦、周学铭、高炳麟、林之楠、朱曾荫、陶冠禹、鲍文镳、潘祖光、鲁式金、陶镕、丁葆光、李克贤、李国松、王树功、徐敬熙、张树锜、王善达、周行原、高慕尧、管元纯、镇灿章、孔广煜、宫元铠、柳汝士、王荩臣、卢彦、范锡恩、张纶、徐甲荣、常球芳、方式谷、王庆云、刘嘉德、张念典、宁继恭、葛万和、吕擢恩、卢璠玙、倪毓桐、常凝章、罗炳圻、杨孟春、魏咀华、田金声、董献章、朱钟鼐、黄厚裕、李炳辉、盛元龙、夏华藻、谢家法、严道治、张泽春、陈绍棠、方干、萧文英、孙锦城、张祖维、秦其增、孟继铭、张仲